# Chiesa di Santa Maria Consolatrice (Verona)
La chiesa di Santa Maria Consolatrice è un luogo di culto evangelico valdese, fino al 1880 cattolico, che sorge nel centro storico di Verona, lungo via Duomo.

## Storia
L'edificio ecclesiastico venne edificato intorno alla fine dell'VIII secolo in onore di Maria, sorella del vescovo Annone di Verona, la quale tornò in città dall'Istria insieme alle reliquie dei martiri veronesi Fermo e Rustico: appena giunta a Verona con i resti dei Santi terminò la siccità che aveva colpito il territorio e per questo le venne dato l'appellativo di "Consolatrice". Alla morte di Maria venne realizzata la chiesa a lei dedicata, anche se le sue reliquie vennero qui traslate solo nel 1320 dal vescovo Tebaldo e deposte in un'urna di marmo rosso.
La chiesetta, in cui sono chiaramente leggibili tracce della struttura di epoca romanica, del XII secolo, divenne tappa fondamentale di una processione che avveniva nei periodi di prolungata siccità, quando la "sacra spina" con la quale sarebbero stati martirizzati i Santi Fermo e Rustico veniva portata dalla Cattedrale alla chiesa di San Fermo di Cortalta, non più esistente.
La chiesa, come tante altre a Verona durante l'età napoleonica, fu soppressa nel 1806 e lasciata in abbandono; anche l'urna con le reliquie di Maria Consolatrice fu traslata nell'ultima cappella della navata destra della Cattedrale, dedicata a Sant'Agata.
La chiesa venne acquistata solamente nel gennaio 1879 dai fedeli della Chiesa evangelica valdese, arrivati a Verona nel 1867 e che fino a quel momento avevano utilizzato sedi temporanee. In un breve lasso di tempo restaurarono l'edificio romanico e cambiarono l'orientamento dello stesso, realizzando un nuovo portale d'ingresso verso via Duomo: il tempio valdese fu quindi aperto al culto pubblico il 6 gennaio 1880.